# Josefina Manresa
Pour les articles homonymes, voir Manresa (homonymie).
Josefina Manresa Marhuenda, née à Quesada, en Andalousie, le 2 janvier 1916 et morte le 18 février 1987 à Elx, est une écrivaine et couturière espagnole. 
Victime de la guerre d'Espagne et de la dictature franquiste, elle est l'épouse et la muse du poète républicain Miguel Hernández. 
À la suite de la mort de ce dernier, elle consacre le reste de sa vie à conserver, protéger et diffuser l'œuvre de son mari malgré la censure de l'Espagne franquiste initiée par le dictateur Franco. 
Elle publie ses mémoires, Recuerdos de la viuda de Miguel Hernández (Souvenirs de la veuve de Miguel Hernández), en 1980 sous la transition démocratique.

## Biographie

### Enfance
Josefa Manresa Marhuenda, plus connue sous le nom de Josefina Manresa, nait à Quesada le 2 janvier 1916. Elle est la fille d'un garde civil de seconde classe en poste à la caserne de Quesada, Manuel Manresa Pamies,. Ce dernier épouse la mère de Josefina Manresa, Josefa Marhuenda Ruiz, le 4 mars 1915. Josefina Manresa nait rue Ángel, dans la maison-caserne de la Garde civile de Quesada.
Mais la famille est originaire de Cox, dans la province d'Alicante. La maison familiale est située au 15 rue Santa Teresa, où Miguel Hernández, le futur époux de Josefina Manresa, enverra beaucoup de lettres lorsque celle-ci y résidera.
En 1927, la famille quitte Quesada et retourne dans sa province d'origine, celle d'Alicante. Manuel Manresa est en effet affecté à San Miguel de las Salinas, où naît Manuel, le frère de Josefina Manresa, puis Dolores, et où naissent ses trois sœurs, et enfin à Orihuela.
A Orihuela, à partir de l'âge de 13 ans, Josefina Manresa travaille comme apprentie dans divers ateliers de couture puis dans une fabrique de soie. Elle fréquente pendant deux ans l'école des religieuses de La Beneficencia.
Le 12 avril 1936, la famille déménage à Elda où le père de Josefina Manresa est muté. Mais celui sera assassiné par des militants communistes dans l'exercice de ses fonctions le 13 août 1936. Alors, Josefa Marhuenda Ruiz et ses cinq enfants doivent quitter leur maison-caserne et décident de se rendre à Cox où les frères de Manuel Manresa peuvent les aider. Mais la mère de Josefina Manresa tombe malade et décède à son tour le 22 avril 1937.
Juan Manresa Pamies, le frère aîné du père de Josefina Manresa, est alors nommé tuteur des orphelins. Entre janvier 1937 et mars 1939, aucune indemnité ne sera versée à la famille et cette dernière vivra dans la précarité. A la mort de Juan Manresa, sa sœur Gertrudis reprend la tutelle des cinq orphelins.

### Mariage avec Miguel Hernández
Agée de dix-sept ans, tandis qu'elle travaille comme couturière, elle rencontre Miguel Hernández en août 1933, lors de la foire d'Orihuela. Elle commence alors sa relation avec le poète. Leur mariage civil est célébré à Orihuela le 9 mars 1937.
Après un mois de séjour du couple à Jaén, où Miguel Hernández a été nommé commissaire culturel pour diriger le journal Altavoz del Frente Sur, Josefina Manresa doit retourner à Cox pour s'occuper de sa mère malade puis de ses quatre frères et sœurs après le décès de celle-ci. La participation active de Miguel Hernández à la guerre civile, du côté des Républicains, engendre une intense correspondance postale entre le mari et la femme.
Le 19 décembre 1937, leur premier fils, Manuel Ramón, naît à Cox. Mais la famille vit dans la pauvreté et manque de nourriture et de médicaments. Le 19 octobre 1938, à l'âge de dix mois, Manuel Ramón décède des suites d'infections intestinales. Le deuxième fils du couple, Manuel Miguel, nait le 4 janvier 1939.
La fin de la guerre civile et la victoire des nationalistes entraine l'arrestation et l'emprisonnement de Miguel Hernández.
Le 4 mars 1942, le mariage canonique du couple est célébré à la maison de correction pour adultes d'Alicante. Miguel Hernández, atteint de tuberculose, meurt dans cette prison vingt-quatre jours plus tard, le 28 mars 1942.

#### Muse du poète
Josefina Manresa est une source d'inspiration importante pour Miguel Hernández. Elle lui inspire de nombreux poèmes d'amour ainsi que le livre de poèmes L'éclair n'a de cesse.
Lorsqu'il est en prison, sa femme lui envoie une lettre dans laquelle elle explique que leur fils, Manuel Miguel, et elle n'ont que du pain et des oignons à manger. Cette situation difficile lui inspire une berceuse, l'un de ses poèmes les plus connus : Berceuse à l'oignon,,.

### Vie à Elche
A la mort de Miguel Hernández, Josefina Manresa traverse une situation économique difficile. Gertrudis, la tutrice de ses jeunes sœurs, et elle gagnent de l'argent en cousant jour et nuit. Ces difficultés l'incitent quelques années plus tard à quitter Cox pour Elx où vivent certains de ses proches, dont ses sœurs. En 1950, elle emménage au rez-de-chaussée d'une maison située au numéro 55 de la rue Reina Victoria et travaille notamment pour l'employeuse de l'une de ses sœurs.
Dans la ville d'Elx, Josefina Manresa consacre le reste de sa vie à conserver et protéger l'œuvre de Miguel Hernández.
En 1980, la première édition de ses mémoires Recuerdos de la viuda de Miguel Hernández est présentée. « Avoir écrit ceci, pour moi qui ne suis pas de la famille des lettres, a été un excellent travail. Mais comme un devoir qui m'avait été imposé, voici mes souvenirs, que je donne aux fans de la vie et de l'œuvre de Miguel, ce qui pour moi est une satisfaction » écrit-elle.
Le 23 mai 1984, à l'âge de quarante-cinq ans, Manuel Miguel Hernández, le fils de Josefina Manresa, décède dans sa maison familiale d'Elche des suites, selon des informations publiées dans la presse locale, d'une embolie pulmonaire.
En septembre 1986, le maire d'Elche, Ramón Pastor, signe un accord avec Josefina Manresa : l'héritage de Miguel Hernandez est transféré temporairement, jusqu'à ce que les petits-enfants du poète soient majeurs, aux Archives municipales d'Elche. Il est composé de manuscrits, d'objets et d'éditions originales. En contrepartie, le conseil municipal accepte d'accorder une pension mensuelle à la veuve de Miguel Hernández ainsi que le paiement des frais de scolarité de ses deux petits-enfants, María José et Miguel. Cet accord engendrera dans les années 2010 un conflit entre le conseil municipal et les héritiers du couple. La collection se trouve désormais à Quesada, au Musée Miguel Hernández-Josefina Manresa, inauguré le 28 mars 2015.
Quelques mois avant sa mort, elle est décorée par le gouvernement espagnol de l'Ordre du mérite civil.
Le 18 février 1987, Josefina Manresa décède, à l'âge de 71 ans, à Elche, à 17h15. Elle était atteinte d'un cancer du sein. Elle est enterrée le lendemain au cimetière d'Alicante, à côté des dépouilles de son mari Miguel Hernández et de son fils Manuel Miguel.
Pendant trente-sept ans, la diffusion de l'œuvre de Miguel Hernández s'est déroulée, presque clandestinement d'abord pendant le régime franquiste, et ouvertement ensuite, depuis la maison de Josefina Manresa, d'abord rue Reina Victoria à Elche, puis, à partir de 1980, au numéro 3 de la rue Mare de Déu dels Desamparats. Les principaux chercheurs espagnols et étrangers se sont rendus à Elche à la recherche des manuscrits du poète et des souvenirs de sa femme.

## Œuvre
- Recuerdos de la viuda de Miguel Hernández, 1980

## Postérité
- Sa sépulture est située dans le cimetière d'Alicante[17].
- La mairie d'Elche, appuyant la demande de l'Association des amis de Miguel Hernández, accepte de mettre le nom de Josefina Manresa dans une rue de la nouvelle urbanisation du quartier Altabix. L'inauguration du panneau a lieu le 23 mars 2002 avec la présence du maire d'Elche Diego Macía, de la famille du poète et des randonneurs participant ce jour-là à la Senda del poeta (en français : le sentier du poète)[4].
- En 2010, la ville de Cox lui rend un hommage posthume[18].
- Le musée Miguel Hernández - Josefina Manresa célèbre la mémoire du couple dans la ville de Quesada, en Andalousie[19]. Il est inauguré le 28 mars 2015, à l'occasion du 73ème anniversaire de la mort du poète[13].
- En 2016, la ville de Quesada organise des activités commémoratives du centenaire de la naissance de Josefina Manresa et dévoile une plaque dans sa maison natale[5].